# Dicaeum everetti
Dicaeum everetti е вид птица от семейство Dicaeidae. Видът е почти застрашен от изчезване.

## Разпространение
Видът е разпространен в Бруней, Индонезия и Малайзия.